# Castell de la Mola (Colldejou)
El Castell de la Mola és un monument protegit com a bé cultural d'interès nacional del municipi de Colldejou (Baix Camp).

## Descripció
Construcció de secció circular d'una sola planta. És bastit d'obra seca i possiblement hauria estat cobert amb una falsa cúpula. La bibliografia el situa cronològicament a mitjan segle xix, però tenint en compte la seva factura d'obra popular, molt comuna a la zona, es fa força difícil la seva datació. La torre de pedra es va construir durant la tercera guerra carlina i era utilitzada per a la telegrafia òptica de manera molt semblant a la Torre de l'Esquirol de Cambrils, fent ús d'un sistema de taulons que podien ser observats a quilòmetres de distància. Es creu l'existència al cim d'un poblat ibèric, així com la utilització de la Mola per part de romans i sarraïns, i que el mític Carrasclet al segle xviii s'hi va refugiar de les tropes borbòniques.

## Història
La població de Colldejou és coneguda ja el 1197 per Albert de Castellvell com a propietari d'Escornalbou. La Mola forma part de la serra que amb Llaberia, Escornalbou i Argentera separa el Baix Camp del Priorat.